# تاريخ صناعة العطور

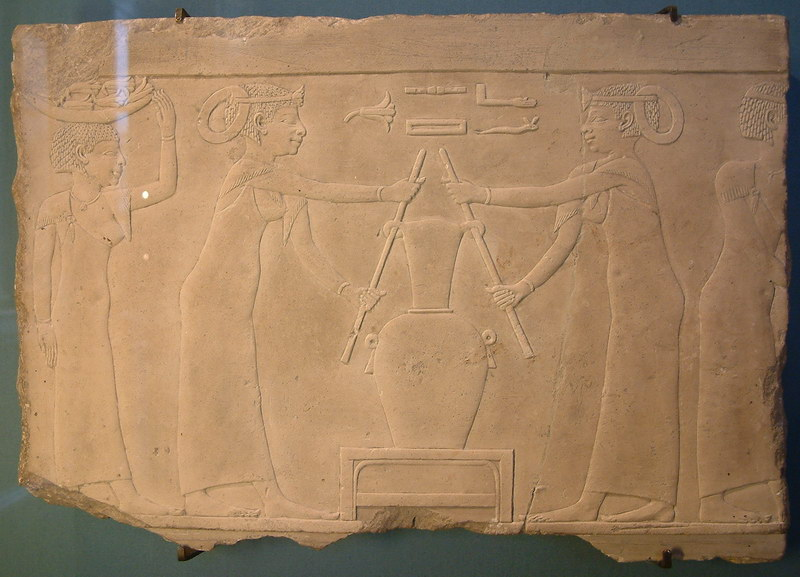
نقش مصري يصور تحضير عطر الزنبق

تُستخدم كلمة عطر اليوم لوصف الخلطات المعطرة وهي مشتقة من الكلمة اللاتينية "per fumus" والتي تعني (من خلال الدخان). تشير كلمة صناعة العطور إلى فن صناعة العطور. تم صقل العطور على يد الرومان والفرس والعرب. على الرغم من وجود العطور وصناعة العطور أيضًا في شرق آسيا، إلا أن الكثير من روائحها كانت تعتمد على البخور. وصفت المكونات الأساسية وطرق صنع العطور من قبل المؤرخ بلينيوس الأكبر في كتابه (التاريخ الطبيعي).

## بلاد ما بين النهرين
إن أول كيميائية مسجلة في العالم هي امرأة تدعى تابوتي، وهي صانعة عطور تم توثيق وجودها على لوح مسماري يعود تاريخه إلى عام 1200 قبل الميلاد في بلاد ما بين النهرين البابلية. لعبت تابوتي دورًا قويًا في حكومة بلاد ما بين النهرين والدين، كمشرفة على القصر الملكي، وطورت طرقًا لتقنيات استخلاص الروائح التي شكلت الأساس لصناعة العطور. سجلت تقنياتها وأساليبها بما في ذلك استخدامها الرائد للمذيبات والتي تم تناقلها فيما بعد عبر الأجيال. يذكر أن الأباطرة الساسانيون استخدموا ماء الورد كعطر في مناسباتهم الاحتفالية.

## في العصور الحجرية
عرف الإنسان البدائي العطر من استنشاقه للورود والأعشاب ,فكان يقطع الأعشاب العطرية ويحرقها لتعطيه الروائح العطرة وكان ذلك غالبا مخصص للزينة.'

## في الحضارة المصرية القديمة
كان لمصر الدور الأكبر في تأسيس صناعة العطور وكانت توجد طريقتان لصناعته : الأولى وهي وضع الأزهار في لوحة كبيرة من ورق البردي له طرفان تمسك به سيداتان ويوضع الورود مع قليل من الماء في داخل اللوح ثم تدور كل سيدة الطرف الذي تمسك به عكس اتجاه السيدة الأخرى فيتم عصر الورود وكان يوضع تحتهما إناء كبيرة ليسع الكمية المعصورة ثم بعد ذلك تحفظ في أواني خزفية وفخارية وكان يصنع للملكات وزوجات الأمراء والكهنة للتزين به عند الاحتفالات وكان للطبقات الغنية لا لباقي الشعب، الطريقة الثانية وهي وضع الورود في إناء فخاري صغير وحرقه لأعطاء رائحة عطرة للجو وكان هذا النوع من العطور جزء من القرابين المقدمة للآلهة أو لتوديع المتوفي ولم يكن لأغراض الزينة.

## في الحضارة القبرصية القديمة

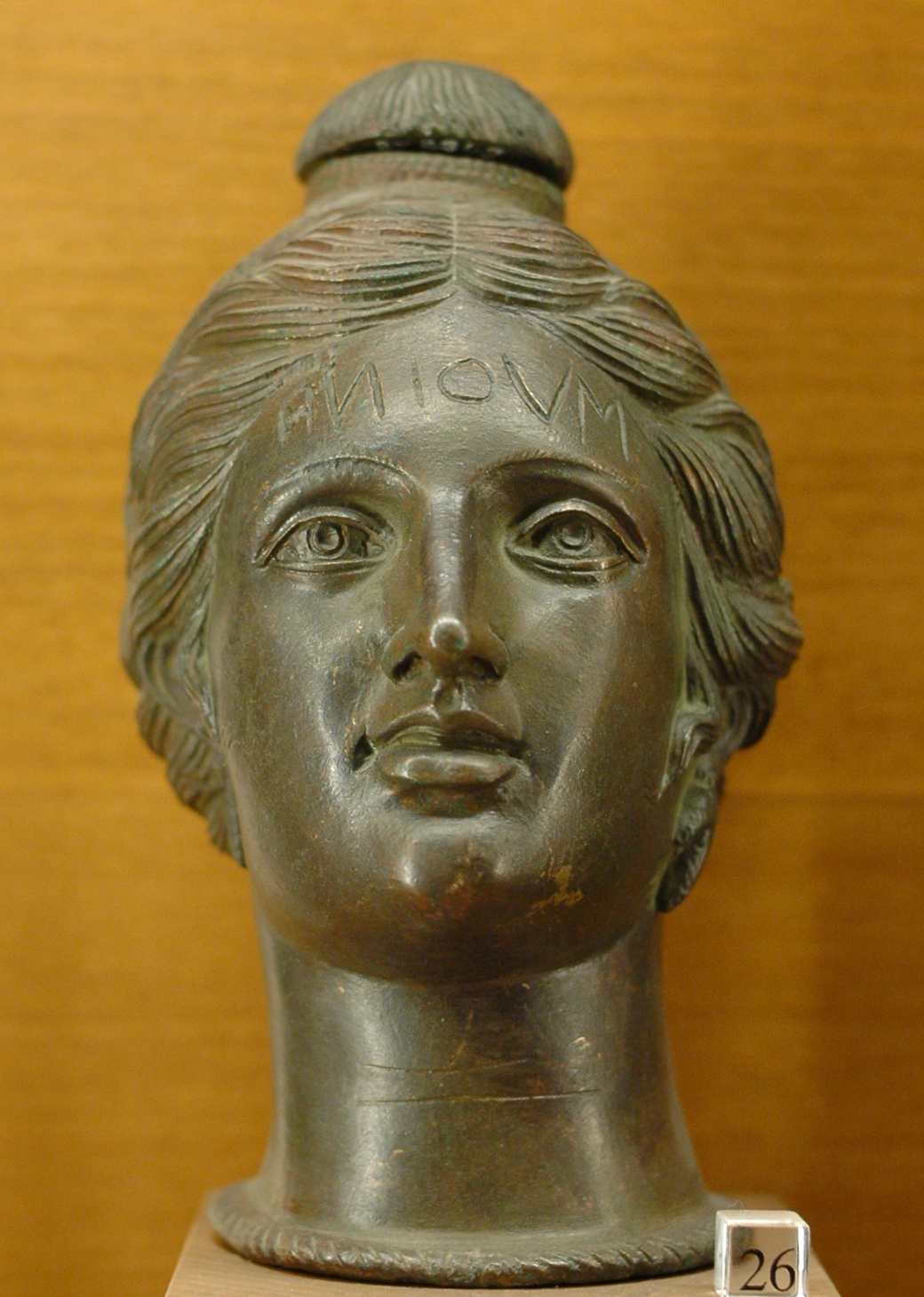
إناء عطور على هيئة رأس امرأة من قبرص يرجع تاريخه إلى القرن الثاني قبل الميلاد

تاريخيا، أول عطر وجد في العالم كان في جزيرة قبرص على يد علماء إيطاليين في مايو 2004 الذي يرجع تاريخه إلى 4000 سنة مضت، وأيضا اكتشفت إحدى البعثات ان قطعة أرض تبلغ حوالي 4000 متر مربع كانت مخصصة لصناعة العطور والتي غالبا اخذت طريقة صناعتها من الحضارة المصرية القديمة لتشابه طريقة الصناعة والأغراض المستخدمة والتي تناقلت فيما بعد إلى روما إبان الإمبراطورية الرومانية.

## في الحضارة القبطية
عندما نشأت الحضارة القبطية ورثت الكثير من الحضارات المختلفة لذا نجد أن صناعة العطور تنوعت في العصر القبطي، وكانت أهم طريقة لصنع العطر هي مزج سائل شجرة المر مع قرفة عادية ثم وضع عصير القصب والقرفة الصينية، وكانت هذه الطريقة ممنوع استخدامها إلا للقساوسة أو للمرأة في بعض الحالات.

## في الحضارة الإسلامية
مع أن الحضارة الإسلامية ورثت الكثير عن الحضارة الأغريقية إلا أن العرب هم أول من استخدم تاج الزهرة لاستخراج ماء الزهور منذ 1300 عام، ولم يستعمل العرب تاج الأزهار كعطرٍ فقط بل استعملوها كدواء أيضاً. ولعل أقدم أنواع العطور في العالم يدعي «عطر الورد» وقد كان رائجاً جداً لدي القبائل العربية، تعتبر الأزهار مثل الياسمين والبنفسج وزهر الليمون والورد وغيرها، من المصادر المهمة لاستخراج العطور عند العرب، ولكن جوهر العطر يستخرج من مصادر أخرى غير الأزهار، كالخشب ولاسيما خشب الأرز وخشب الصندل، ومن الأوراق مثل النعناع والغرنوق والخزامى، ومن جذور معينة مثل الزنجبيل والسوسن ،إن الطريقة العربية لصناعة العطور تكمن في استقطار تيجان الأزهار مع الماء، وتكون عبر وضع رقائق من الزجاج في إطارات خشبية حيث تغلف بدهن نقي وتغطي بتيجان الأزهار وتكدس الواحدة فوق الأخرى. ويجري تبديل التيجان بين حين والآخر إلى أن يمتص الدهن النقي الكمية المطلوبة من العطر، ولعل أفضل العلماء في صناعة العطور هو بن سينا الذي اكتشف طريقة استخراج العطر من الورود والتي سميت فيما بعد بألتقطير، وأيضا من أبرز العلماء العرب في صناعة العطور هو الكندي الذي ذكر في كتابه (كيمياء العطور) قائمة طويلة لعطور مختلفة وكان في أغلب طرقه يستخدم المسك والعنبر كجزء أساسي في أغلب العطور.

## في الحضارة الأوروبية الحديثة
ورثت أوروبا أغلب طرقها من العرب وكان أكثر الناس اهتماما بعلم العطور هم الهونجاريين الذين أضافوا الكحول إلى صناعة العطور ،ويعتبر أول عطر يستخدم فيه مادة الكحول كمادة أساسية كان في عام 1370 وكان تكليفا من إليزابيث ملكة المجر والذي أطلق عليه فيما بعد ماء هنغاريا نسبة للهنجاريين، ومن الملكات اللاتي اهتموا بصناعة العطور هي كاترين دي ميديشي ملكة فرنسا التي كلفت صانع العطور الخاص بها(رينى لن فلورينتن) بإدخال أنواع جديدة من العطور ولكن لم يعرف أي شيء عن طرقه وذلك لسرية مختبره، خلال عصور النهضة تمكنت فرنسا من السيادة في مجال صناعة العطور فقد كان يصنع في جنوب فرنسا أهم العطور ومستحضرات التجميل العالمية، وعرفت طائفة في فرنسا خلال القرن السابع عشر باسم (صناع العطور) والتي كان لها تأثير ضار في بعض الحالات حيث كانت تستخدم مواد سامة في صناعتها للعطور فعلى سبيل المثال توفيت إحدى الأميرات الفرنسيات بسبب استخدامها للعطور في تجميل بشرتها والتي أثرت على سمعة هذه الطائفة، واهتم ملوك فرنسا جميعا بالعطور فخلال القرن الثامن عشر كان الملك لويس الخامس عشر مهتم جدا بالعطور فقد كانت عربته الملكية تدهن كل صباح بالعطور وكان أثاثه يدهن يوميا بالعطور وكانت ملابسه تظل داخل إناء العطور لعدة أيام، ولم يهتم الملك لويس الخامس عشر بالعطور في حياته الخاصة فقط بل أمر بتحويل بعض المزارع إلى مزرعة للنباتات العطرية، النهضة التي أنشأها لويس الخامس عشر جعلت من باريس مركزا مهما في صناعة العطور وزراعة النباتات العطرية، ومن الملوك المهتمين بالعطور أيضا نابوليون بونبارت الذي عرف عنه بالاهتمام بالترف فقد اهتم أيضا بدهن العربة الملكية بالعطور ويقال أنه في وقت من الأوقات كان يستخدم 60 زجاجة من عطر الياسمين في الشهر وكان أحب العطور إليه هو عطر الجوزفين لاحتوائه على المسك العربي الأصيل، في إنجلترا لم تكن صناعة العطور شيء مهما إلا بعد مجئ هنرى الثامن الذي أدخل هذه الصناعة إلى إنجلترا وأيضا الملكة إليزابيث الأولى أهتمت كثيرا بصناعة العطور حيث يقال أنها لم تكن تستطيع تحمل أي رائحة كريهة الأمر الذي سبب لها مرض في لسانها، وكانت السيدات تأتي إلى بيت الملكة إليزابيث للتنافس في أفضل العطور رائحة، وحدث التغيير الكبير عندما جاءت الكيمياء الحديثة فقد شهدت صناعة العطور تقدما عظيما بعد الثورة الصناعية الكبرى كما بدأ استخدام العطور بشكل شائع في كل طبقات الشعب بل وعندما كان سعر العطور يزيد تحدث مظاهرات في لندن، قبل وصول الكيمياء الحديثة إلى الأمريكتين كانت هناك وصفة شعبية تعتمد على مياه من نهر فلوريدا (لاعتقادهم في جمال رائحته) ثم يخلط مع قرنفل وقرفة صينية وأوراق الليمون ،وتطورت طريقة صناعة العطور لتصبح استخدام مذيباً نقياً يتم استخراجه من النفط. ثم يدور هذا المذيب علي تيجان الأزهار النضرة إلي أن يصبح مركزاً بالعطر، ويتم فصل المذيب بواسطة عملية التقطير. ويُنقى العطر بالكحول ويكمن حالياً تركيب العطور من مواد كيميائية بحيث تبدو وكأنها روائح طبيعية وأصبحت صناعة العطور لها شركات كبرى متخصصة في هذا المجال.